# 無名份的浪漫
《無名份的浪漫》是於90年代香港出產的愛情電影。

## 劇情
Sam（黃翊飾）與Vivian（區海倫飾）是舊同學，有一天二人再次重遇，不久成為情侶並同居。相對久了的Sam漸覺煩厭，後來在一次工作上遇上Ann（梁美高飾），因而像煙癮發作般愛上Ann，不久與Vivian常因瑣事吵架而分手。Vivian因無家可歸暫住在Sam家，二人保持朋友關係發現，但彼此仍深愛對方。正當Sam提出復及之際，Vivian的前度男友Alan（蔡子傑飾）從外國回港並向Vivian求婚，一晚，三人在糾纏間Alan不幸遇上車禍， Vivian因此陪伴在Alan身邊。此時Sam因工作上離港發展，希望Vivian跟他離港，Vivian拒絕, 最後各自一方, 直至一天再重遇……

## 演員表
未按演員表顺序
| 演員   | 角色     |
| 黃翊   | Sam Wong |
| 區海倫 | Vivian   |
| 梁美高 | Ann      |
| 蔡子傑 | Alan     |

## 電影歌曲
| 曲別   | 歌名                 | 作曲   | 作詞   | 演唱者 |
| 主題曲 | 《佚名歌名》（粵語） | 潘健康 | 潘健康 | 劉子勤 |

## 註解
1. ↑  未知歌名